# Furacão de Cuba de 1910
O Furacão de Cuba de 1910, popularmente chamado de Ciclone dos Cinco Dias, foi um ciclone tropical altamente destrutivo e de trajetória incomum que atingiu Cuba e a Região Sudeste dos Estados Unidos em outubro daquele ano. A tempestade formou-se no sul do Mar do Caribe, ao norte do Panamá, em 9 de outubro e intensificou-se ao mesmo tempo em que se movia em sentido noroeste, tornando-se um furacão apenas três dias mais tarde. Depois de atravessar o extremo oeste de Cuba pela primeira vez, o sistema meteorológico atingiu seu pico máximo em 16 de outubro, correspondente a um furacão de categoria 4, a segunda mais forte na escala de Saffir-Simpson. Após concluir um giro em sentido anti-horário, ele adentrou novamente em solo cubano, provocando mais destruição. Em seguida, seguiu para a Flórida, aproximando-se do litoral na altura de Cabo Romano. Também passou pela costa sudeste dos Estados Unidos antes de ir para o Oceano Atlântico e finalmente se dissipar.
Devido a sua trajetória incomum, alguns relatórios iniciais sugeriram a existência de duas tempestades, ao invés de um só sistema. Na época, essa controvérsia foi objeto de muitos debates entre especialistas, mas posteriormente ficou constatado que se tratou de um único ciclone. A análise desse fenômeno meteorológico proporcionou uma maior compreensão de sistemas tropicais que tomaram caminhos semelhantes.
A tempestade é considerada um dos piores desastres naturais da história cubana. Os danos foram enormes e milhares de pessoas ficaram desabrigadas, além de ter provocado prejuízos para a agricultura local, especialmente para as lavouras de tabaco. Ela também teve grande impacto na Flórida, incluindo a destruição de casas e diversos pontos de alagamentos. Embora o dano monetário total causado pelo ciclone seja desconhecido, as estimativas de perdas em Havana, a capital de Cuba, ultrapassam um milhão de dólares e, em Florida Keys, 250 mil. Pelo menos 100 mortes em Cuba foram relacionadas ao furacão.

## História meteorológica
A quinta depressão tropical da temporada de furacões no Atlântico de 1910 começou a se formar em 9 de outubro daquele ano, a partir de uma perturbação tropical no extremo sul do Caribe, ao norte do Panamá. O fenômeno foi se intensificando a medida em que seguia uma trajetória em sentido noroeste, atingindo a intensidade de tempestade tropical em 11 de outubro. Continuou a se fortalecer e no dia seguinte alcançou status de furacão. Em 13 de outubro, o sistema foi observado a sudoeste de Cuba, e na manhã do outro dia, por um breve período de tempo, o furacão atingiu uma intensidade correspondente à categoria 3 dentre as cinco possíveis da atual escala de Saffir-Simpson. Em seguida, o ciclone percorreu a extremidade ocidental de Cuba, reduzindo um pouco sua intensidade durante essa travessia por terra. Ao sair da ilha em direção ao Golfo do México, a tempestade diminuiu sua força consideravelmente.

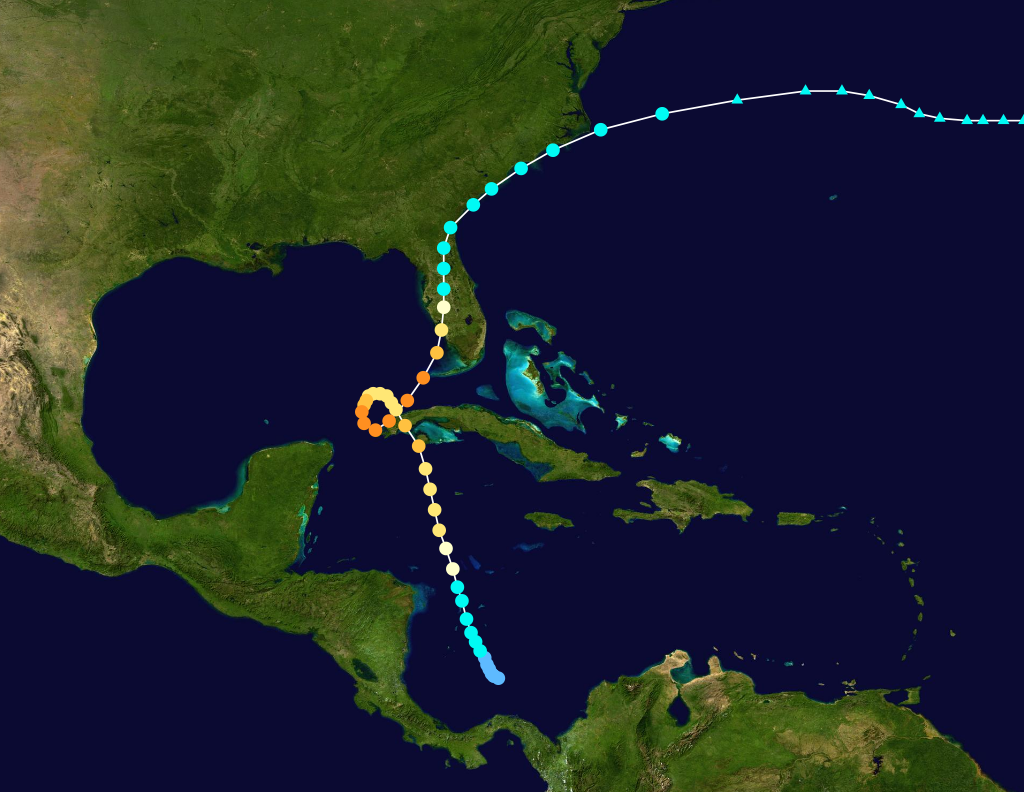
Trajetória do furacão. O fenômeno surgiu no norte do Panamá, seguiu em sentido noroeste até Cuba, onde fez um giro, e depois tomou rumo nordeste, atravessando a Flórida.

Guiado por correntes de uma área de alta pressão ao norte, o furacão começou a se movimentar para noroeste e rapidamente se intensificou sobre as águas quentes do Golfo. Ele fez um giro no sentido anti-horário e continuou a amadurecer; em 16 de outubro atingiu seu pico com ventos de 240 km/h e pressão barométrica mínima de 924 hPa (mbar) ou 27,29 inHg, enquadrando-se assim na categoria 4 da escala de Saffir-Simpson. A partir daí, o sistema começou a mover-se para nordeste, aproximando-se mais uma vez do oeste de Cuba, e acelerou em direção ao Panhandle da Flórida em 17 de outubro. O centro do fenômeno passou a oeste da ilha de Key West e chegou em terra firme próximo a Cabo Romano, quando mudou-se para o norte. Em seguida, o furacão moveu-se para o interior do continente, deteriorando-se numa tempestade tropical. Do nordeste da Flórida, o ciclone fez uma curva para o leste e deixou a costa do Sudeste dos Estados Unidos antes de sair para o Oceano Atlântico. Acredita-se que a tempestade tenha se dissipado no dia 23 de outubro.
O furacão é considerado incomum em função do seu giro próximo a Cuba, tendo alguns relatórios iniciais sugerido a existência de duas tempestades distintas. A Monthly Weather Review, uma publicação da Sociedade Americana de Meteorologia, descreveu o evento como distúrbios múltiplos, sendo que o primeiro furacão dissipou-se no centro do Golfo do México depois de atravessar Cuba, enquanto que o segundo formou-se posteriormente e atingiu a Flórida. Na época, a trajetória atípica da tempestade foi objeto de vários debates entre especialistas. O furacão foi identificado mais tarde como sendo um único fenômeno, e sua análise proporcionou uma maior compreensão de sistemas meteorológicos que tomaram caminhos semelhantes. Na edição do dia 19 de outubro de 1910, o jornal The Washington Post trouxe em suas páginas:

## Impacto
Em 15 de outubro, todas as embarcações dentro de um raio de 500 milhas (800 km) de Key West foram informadas da aproximação de uma tempestade, e muitos navios permaneceram ancorados nos portos. Em toda a região, avisos e alertas de tempestade foram emitidos. O fenômeno também ficou conhecido com o nome de "Ciclone dos Cinco Dias" devido a sua passagem por Cuba entre 13 e 17 de outubro.

### Cuba
A tempestade provocou grande destruição em Cuba, sendo considerada um dos piores ciclones tropicais já registrado na ilha em todos os tempos. Ventos fortes e chuvas torrenciais inundaram ruas, destruíram celeiros, e danificaram lavouras. Em particular, a tempestade causou prejuízos substanciais às plantações de tabaco na região do distrito de Vuelta Abajo, na província de Pinar del Río. O mau tempo provocou destruição em muitos vilarejos cubanos. O vilarejo de Casilda foi devastado, enquanto que a localidade de Batabanó foi inundada devidos às enchentes. O furacão cortou as comunicações em várias regiões do interior da ilha. A maioria das fatalidades e danos materiais foram registrados na província de Pinar del Río, no extremo oeste da principal ilha cubana.
O jornal norte-americano The New York Times escreveu à época que Cuba "provavelmente sofreu o maior desastre material de toda a sua história". Milhares de camponeses ficaram desabrigados devido ao ciclone. As perdas em Havana também foram importantes, e ao longo da costa dezenas de navios que transportavam cargas valiosas naufragaram. A tempestade ainda danificou seriamente produtos armazenados no cais local e em barcaças. Enormes ondas atingiram a terra firme e causaram inundações. Diversos navios e pequenas embarcações foram destruídas pelo ciclone. As ondas inundaram cerca de 2,6 km2 de terra costeira de Havana.
Estima-se que pelo menos 100 pessoas perderam a vida, principalmente devido a deslizamentos de terras, incluindo cinco pessoas em Havana. No entanto, alguns relatos afirmam que o número de mortos chegou a 700. As estimativas iniciais dos prejuízos financeiros causados pela tempestade chegaram a casa dos milhões de dólares, incluindo as perdas de US$ 1 milhão em Havana, em grande parte devido a destruição da alfândega, onde se encontravam muitos produtos de valor. Alguns destes edifícios foram varridos para 800 metros de distância, e os ventos arrancaram o telhado do armazém principal.

### Holliswood
A escuna de quatro velas Holliswood ficou presa na tempestade enquanto navegava no Golfo do México. A embarcação partiu de Nova Orleães em 1º de outubro e transportava madeira de cipreste. A tripulação lutou contra o mau tempo provocado pela tempestade durantes vários dias, e a equipe precisou cortar os mastros para evitar o naufrágio. Alagada, a escuna foi desviada vários quilômetros da sua rota original. O proprietário do Holliswood, Paul Mangold, deu o seguinte depoimento para o The New York Times:
Um barco a vapor chamado Harold avistou a escuna e resgatou toda a tripulação, a exceção do capitão E. E. Walls, que optou por ficar para trás. Naquele momento, o Holliswood estava bastante danificado: sua cabine havia sido destruída e seu leme arrancado. A tripulação, aparentemente, avisou ao capitão que a embarcação não poderia permanecer à tona por mais de cinco horas, mas ele descartou esta possibilidade. Depois que a tripulação foi resgatada, o capitão Walls lutou durante dias contra a tempestade, sem comida ou água doce. Em 20 de outubro, o Parkwood resgatou Walls inconsciente, embora o temor inicial era de que ele já estivesse morto. Uma vez a bordo, ele recuperou a consciência e, aparentemente em meio a um episódio de delírio, pediu para ser devolvido ao Holliswood. Por fim, o capitão do Parkwood concordou em rebocar o navio danificado até a costa.

### Sul da Flórida
Em Key West, a pressão atmosférica começou a baixar à meia-noite de 12 de outubro, enquanto a tempestade se aproximava de sudeste. Na noite seguinte, o ciclone provocou fortes chuvas, e os ventos aumentaram gradativamente, chegando a 80 km/h em 14 de outubro. As rajadas atingiram 180 km/h e a maré de tempestade chegou a 4,6 metros; alcançando níveis "anormalmente elevados" para aquela região. Muitas docas foram destruídas, e em 17 de outubro, o porão do escritório do Weather Bureau ficou completamente submerso pelas águas da enchente. Antes do pluviômetro ser levado pelo mar, ele registrava 99 mm de precipitação. Os danos ao longo das ilhas do arquipélago de Florida Keys foram moderados, atingindo quase que somente construções ao longo da costa. O prejuízo foi estimado em cerca de 250 mil dólares (em valores de 1910).
A medida que a tempestade avançava para o oeste, a cidade de Tampa e adjacências começaram a sofrer com o mau tempo. Os fortes ventos do nordeste sopravam a água da baía de Tampa para o menor nível já registrado. A pressão caiu para 961 mbar (hPa; 28,40 inHg), e ondas altíssimas atingiram a costa do Flamingo até Cabo Romano. A água do mar adentrou a terra firme, forçando os sobreviventes a subir em árvores para se protegerem. Ao norte de Tampa, os efeitos do furacão foram moderados ou leves, enquanto que na parte sudoeste do estado os danos foram consideravelmente maiores. Boa parte da cultura de frutas cítricas local foi destruída. Várias construções foram afetadas na faixa que vai de Tampa até Jacksonville, além de outros pontos mais ao sul. Os ventos fortes arrancaram telhados de diversas casas.

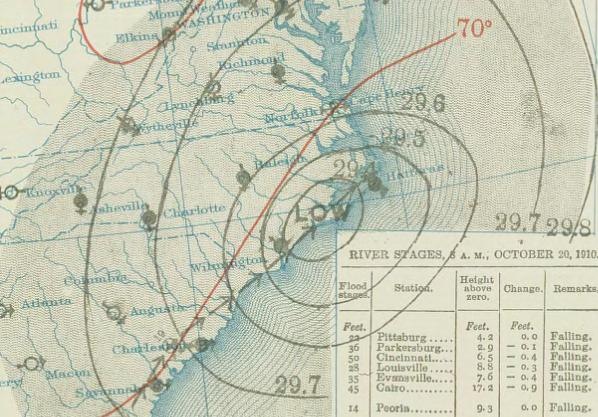
Mapa meteorológico da tempestade em 20 de outubro.

Sete homens perderam suas vidas em meio aos destroços de várias escunas cubanas em Punta Gorda. Perto dali, um homem e um bebê se afogaram em consequência da tempestade, e outro morreu quando tentava atravessar um rio que havia transbordado. Um navio a vapor francês, o Louisiane, desembarcou com 600 passageiros; todas as pessoas a bordo foram resgatadas pelo Foreward, um cúter da marinha americana.

### Nordeste da Flórida e sul dos Estados Unidos
Os danos na costa atlântica dos Estados Unidos foram menos graves. Ainda assim, o escritório do Weather Bureau (antigo nome Serviço Nacional de Meteorologia do país) emitiu um relatório sobre a situação na cidade de Jupiter, no qual registra que o nível da água dos rios subiu 2,4 metros acima do normal, graças às fortes chuvas na região.
Um grande número de pinheiros foi derrubado nos arredores de Jupiter e um homem morreu ao ser atingindo por um tronco nas proximidades de Little Haiti. Pequenas embarcações, docas e abrigos para botes também sofreram danos; embora os efeitos da tempestade na Costa Leste foram bem menores em comparação com outras áreas. Trechos da Florida East Coast Railway ficaram alagados, e os reparos foram antecipados por serem dispendiosos. Os ventos atingiram uma escuna encalhada em Boca Raton matando três pessoas e deixando o resto da tripulação presa por 12 horas até a chegada do resgate. Estima-se que o impacto do ciclone nas culturas de citrinos na região variou consideravelmente.
Em seu caminho para o mar, o furacão passou a oeste de Jacksonville. Embora tenha havido muito pouco dano nos arredores da cidade, ventos persistentes vindos do nordeste causaram inundações em áreas costeiras baixas. Enchentes menores se estenderam para a Geórgia e a Carolina do Sul; inicialmente, as interrupções de comunicação entre as cidades levaram a relatos exagerados sobre danos nesses estados. Iniciada em 18 de outubro, uma precipitação leve começou a cair em Savannah. No dia 19, os ventos atingiram 110 km/h. No entanto, os piores prejuízos à cidade se deram em consequência das marés altas, e não dos fortes ventos. Alguns rios transbordaram, inundando suas margens. Danos menores também ocorreram em Charleston, na Carolina do Sul.